# Johann Andreas Cramer (Metallurg)
Johann Andreas Cramer (* 14. Dezember 1710 in Quedlinburg; † 6. Dezember 1777 in Berggießhübel bei Dresden) war ein deutscher Metallurg.

## Leben und Wirken
Cramer studierte zunächst Medizin und Rechtswissenschaft in Halle und später Naturwissenschaften in Helmstedt. Sein besonderes Interesse galt der Chemie, insbesondere der Scheidung von Metallen und Herstellung von Präparaten, worin er es zur Meisterschaft brachte. Im Wesentlichen war er ein autodidaktischer Einzelgänger.
1738 wurde er Professor für Physik und Chemie in an der Universität Leiden. Hier stand er in Verbindung mit dem Mineralogen Isaac Lawson. Cramer reiste viel und hielt, aufgrund seiner großen rhetorischen Fähigkeiten, vielbesuchte Vorträge über Docimasie in Leyden und Leipzig.
Nachdem seine Berufung an die Universität London abgelehnt worden war, trat Cramer 1743 in Blankenburg als Kammerrat in braunschweigische Dienste. In der Umgebung von Blankenburg, u. a. in Hüttenrode, wurde Anfang des 18. Jahrhunderts ein intensiver Bergbau auf Eisenerz, Kalkstein und Sandstein betrieben. In seiner Funktion als Kammerrat war Cramer auch für das Berg- und Hüttenwesen zuständig, welches er grundlegend reorganisierte. Zudem wirkte er als Direktor des Münzkollegiums.
In seinem Laboratorium in einem Flügel des Blankenburger Schlosses unternahm er zwar aufsehenerregende alchemistische Versuche, im Grunde zählte Cramer aber zu den Forschern, die sich schrittweise von der Alchemie lösten und sich ausschließlich auf „genaue Beobachtungen und gründliche Versuche“ stützten. 1744 entdeckte er, dass sich beim Erhitzen von Borax Boratglas bildet.
1766 erkannte er den Sachverhalt „Unter denen zur Bequemlichkeit, ja zum höchsten Bedürfnis des menschlichen Lebens erforderlichen Dingen ist keines, welches dem Holze die erste Stelle streitig machen kann.“ Doch dürfe auch die Gefahr des Holzmangels nicht verkannt werden, denn: „Der Mangel fast eines jeden Bedürfnisses lässt sich, obzwar nicht gänzlich, doch großenteils durch andere ersetzen; der Mangel des Holzes durch nichts. Wo dieses nicht vorkömmt oder aus anderen Ländern hingebracht wird, da ist eine unwohnbare Wüstenei“.
Im Gegensatz zu Cramers wegweisenden metallurgischen Forschungen stand jedoch sein Privatleben, in dem er sich an keine Regeln hielt und auch die Formen seines Standes und Berufes nicht beachtete. Seine rohen Umgangsformen und seine „Derbheit“ wurden wiederholt kritisiert. Als Leiter des Münzkollegiums vernachlässigte er das Rechnungswesen derart, dass er 1773 seine Stellung in Blankenburg aufgeben musste.
Als hüttenkundlicher Experte reiste er anschließend durch Europa und ließ sich schließlich auf Einladung des Grafen Joseph von Bolza 1775 in der osterzgebirgischen Bergstadt Berggießhübel nieder. Hier starb Cramer 1777. Der ebenfalls aus Quedlinburg stammende Friedrich Gottlieb Klopstock hielt ihn für ein Genie.

## Werke
- Docimasia; Leyden, 1736
- Elementa artis docimaticae; 1739; 1741 auf Englisch; 1746 auf Deutsch (Anfangsgründe der Probierkunst, übersetzt von Christlieb Ehregott Gellert, Stockholm 1746) und 1758 auf Französisch (Band 1 Online)
- Anleitung zum Forst-Wesen; 1766 (MV Digitale Bibliothek)
- Anfangsgründe der Metallurgie; darinnen die Operationen so wohl im kleinen als grossen Feuer ausführlich beschrieben und mit deutlichen Gründen und Erläuterungen.; Teil 1–3 in 2 Bänden; Blankenburg/Quedlinburg, Reußner, 1774–1777